# Charles Bolles
"Black Bart" var även ett alias för piraten Bartholomew Roberts.
Charles Earl Bolles, född 1829 i Storbritannien, död någon gång efter februari 1888, känd under signaturen Black Bart, var en diligensrånare som lämnade efter sig dikter på brottsplatsen. Hans första rån rapporterades den 26 juli 1875 då han rånade en diligens i Calaveras County i Kalifornien. 
Bolles föddes i Norfolk, England som det tredje av tio barn (sex bröder, tre systrar) till John och Maria Boles (ibland stavat Bolles). Vid två års ålder emigrerade familjen till Jefferson County, N.Y. där de bosatte sig på en gård.
Vid sitt sista rån kom han över 4 800 dollar men en uppdykande ryttare lånade kusken en revolver, med vilken denne sköt mot Bart. Bart lyckades fly, men lämnade kvar sin näsduk, som detektiverna med hjälp av ett tvättinrättningsmärke lyckades spåra till honom.
Black Bart hade ett rykte om att vara något av en gentleman; han använde alltid artigt språk, och avlossade aldrig det skjutvapen han hotade med. Efter att han gripits dömdes han till fängelse, som han släpptes från i förtid p.g.a. gott uppförande.  Efter frisläppandet hölls han under övervakning av Well Fargo, men försvann spårlöst efter ett par år. Möjligen drog han sig tillbaka till New York där han levde obemärkt.
Han har figurerat i den tecknade serien Lucky Luke (i albumet Diligensen).